# Kościół San Samuele
Kościół San Samuele (pl. kościół św. Samuela) – rzymskokatolicki kościół w Wenecji w dzielnicy (sestiere) San Marco. Administracyjnie należy do Patriarchatu Wenecji. Jest kościołem rektorskim w parafii Santo Stefano Protomartire, wchodzącej w skład dekanatu San Marco - Castello.

## Historia
Pierwotny kościół został zbudowany w 1000 roku przez rodziny Boldù i Soranzo otrzymując wezwanie apostoła Mateusza. Parafia jest poświadczona w dokumentach z 1090 roku, zachowanych wśród dokumentów klasztoru San Giorgio Maggiore w Wenecji; wynika z nich, że jego ówczesnym proboszczem był Pietro Regini. Kościół został odbudowany po pożarze w 1105 roku (wówczas jego orientacja została prawdopodobnie obrócona o 90 stopni) oraz po pożarze w 1168 roku, kiedy to otrzymał wezwanie św. Samuela Proroka, kolejnego spośród proroków starotestamentowych, czczonych w Wenecji jako święci z uwagi na jej silne więzi z Bizancjum i kościołem prawosławnym. Kościół został całkowicie przebudowany w 1683 roku, zachowując pierwotny portyk i gotycką absydę. Z tamtego okresu pochodzi też fasada i figura Matki Boskiej nad drzwiami. 
Na mocy dekretu napoleońskiego Królestwa Włoch z 5 czerwca 1805 roku (oraz kolejnych dekretów) zainicjowano w Wenecji proces kasat i przekształceń kościołów i klasztorów oraz zmian granic parafii. Dzięki napoleońskim dekretom o zniesieniu i koncentracji parafii weneckich wydanym w 1807 roku parafia San Samuele została połączona z parafią Santo Stefano Protomartire, a kościół stał się  kościołem filialnym nowo powstałej parafii.
W 1952 roku fasada została ponownie przebudowana, a pierwotny, również przebudowany portyk, został odrestaurowany przez architekta Ferdinanda Forlatiego. W tym czasie otwarto także loggię w górnej kondygnacji.
Obecnie (2019) kościół jest zdesakralizowany i służy jako miejsce organizacji imprez kulturalnych.

## Architektura
Kościół San Samuele jest położony na placu o tej samej nazwie, wychodzącym na Canal Grande. Po obu jego stronach biegną równoległe ulice Calle delle Carrozze i Salizzada Malipiero. Fasada i kampanila są częściowo przesłonięte przez budynki mieszkalne. Apsydy są wciśnięte pomiędzy domy. Prosta fasada została w górnej części przepruta oknem termalnym i zwieńczona niewielkimi, kamiennymi cokołami, na których umieszczono cztery krzyże. Ściany boczne również zostały przeprute dużymi oknami termalnymi.

### Kampanila
Wysoka na 28 metrów romańska kampanila, zbudowana w XII wieku z kamienia istryjskiego, należy do najstarszych w Wenecji. W 1984 roku została odrestaurowana. Jest zwieńczona ostrosłupowym hełmem, pokrytym płytkami ołowiowymi. Jej dzwony są uruchamiane ręcznie. Z kampanilą sąsiaduje bezpośrednio dom zbudowany i udekorowany w 1915 roku freskami przez malarza Augusta Sezanne.

## Wnętrze
Wnętrze podzielone kolumnami z kamienia istryjskiego na trzy nawy jest asymetryczne, ponieważ prawa nawa została znacznie poszerzona w trakcie przebudowy z 1683 roku. Nawy boczne zamknięte są prosto, natomiast gotyckie prezbiterium zamyka wieloboczna apsyda. Nawa główna ma sklepienie kolebkowe
W 1882 roku podczas prac konserwatorskich odkryto pod tynkiem w prezbiterium i apsydzie XV-wieczne freski. Zostały one ponownie odrestaurowane w 1946 i 2000 roku. Są dziełem nieznanego artysty, przez lata były określane jako Szkoła Mantegni i Szkoła Padewska. Przedstawiają Chrystusa, czterech Ewangelistów, czterech Ojców Kościoła – świętych Augustyna, Ambrożego, Hieronima i Grzegorza oraz osiem Sybilli.
Na ołtarzu głównym znajduje się czternastowieczny krucyfiks przypisany Paolowi Veneziano. Znajduje się na nim również kultowy obraz Vergine Ortocosta, czczony przez cesarzy bizantyjskich, przywieziony do Wenecji w 1541 roku.

XV-wieczne freski w prezbiterium i apsydzie
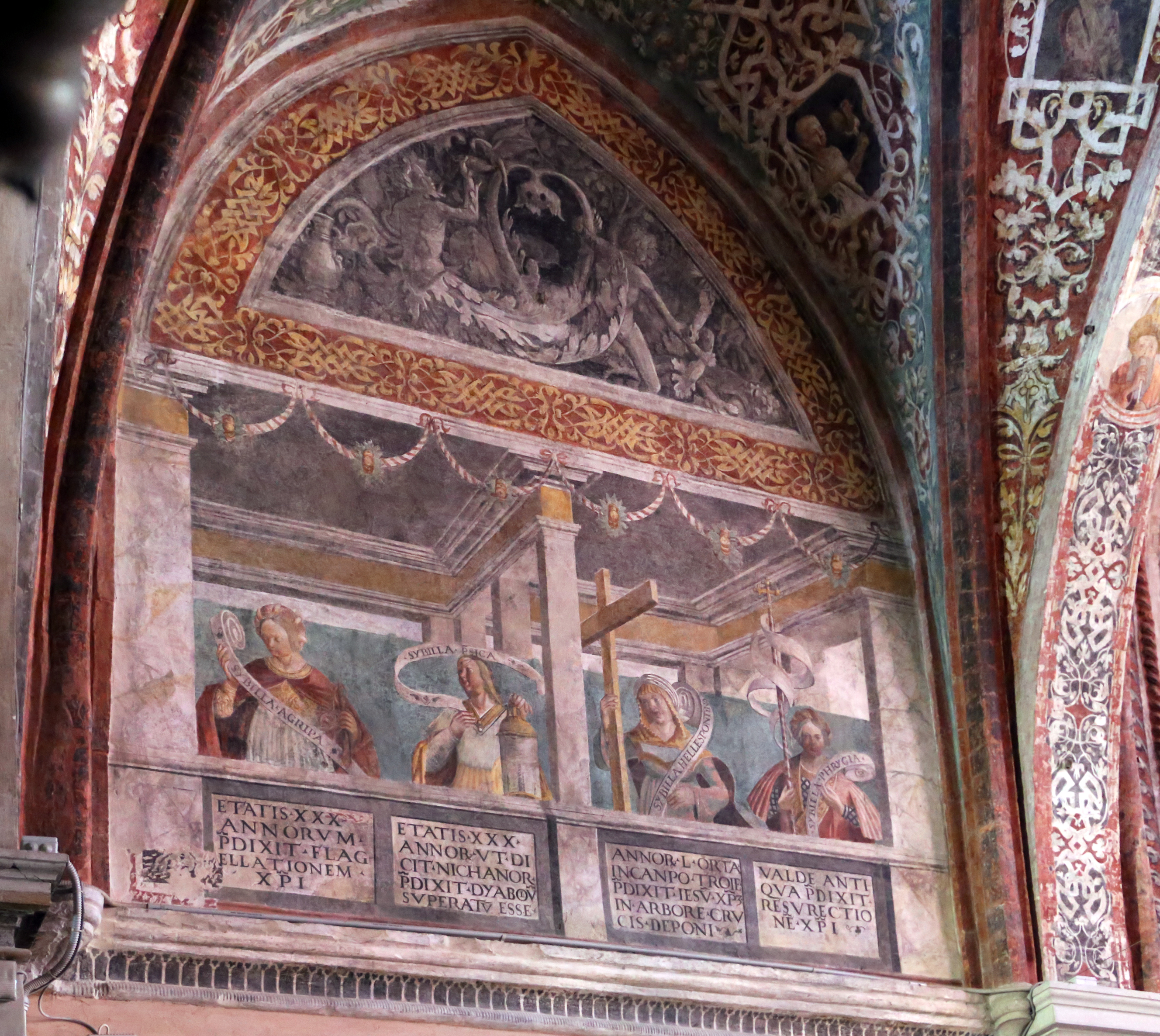
cztery Sybille
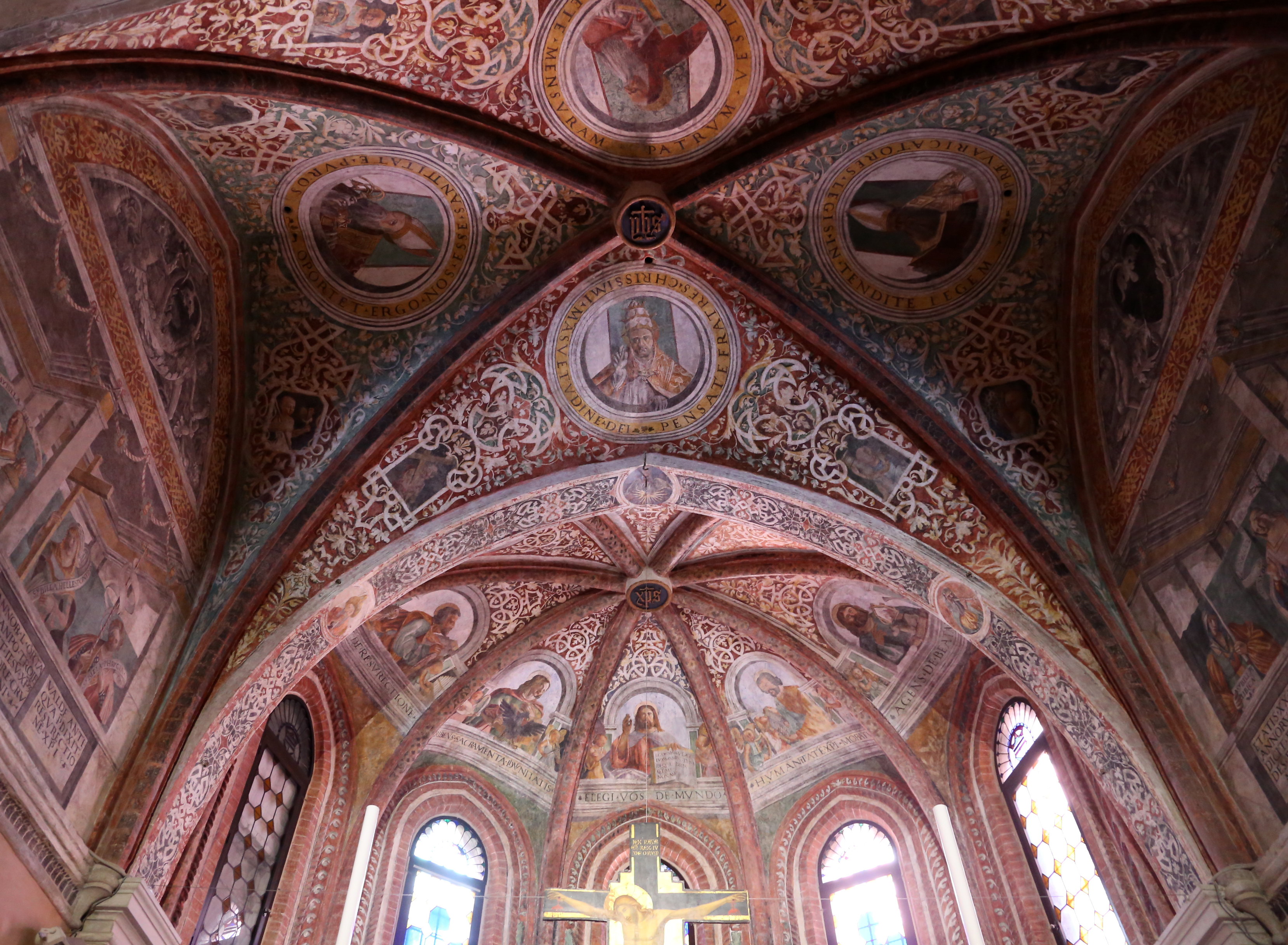
Chrystus, Ewangeliści i Ojcowie Kościoła
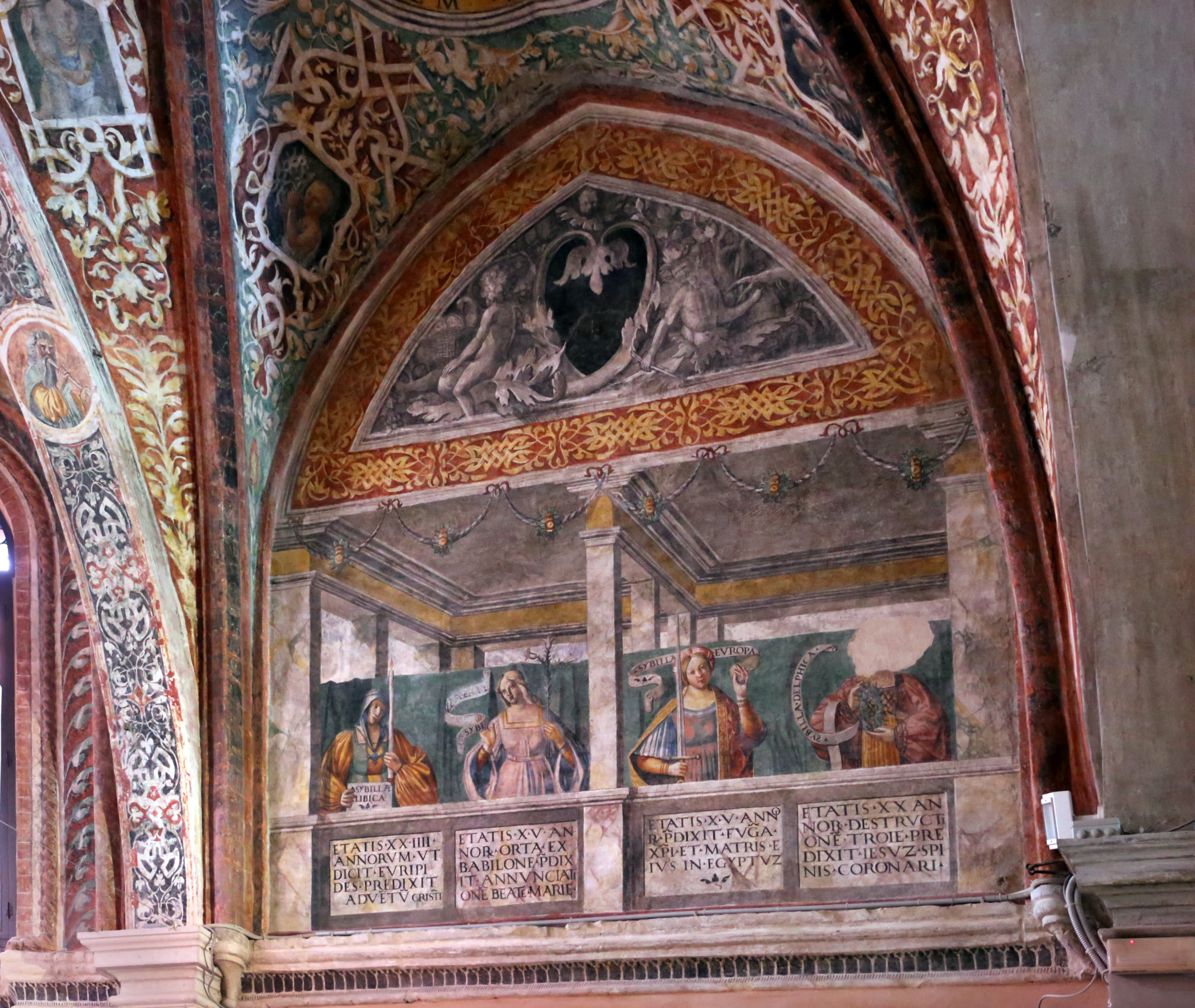
cztery Sybille

## Związki z Casanovą
Przy Calle Malipiero, na prawo od kościoła, znajduje się dom, w którym urodził się Casanova. Jego rodzice pobrali się w tym kościele 17 lutego 1724 roku, a on sam został tu ochrzczony. Grał w orkiestrze teatru San Samuele (funkcjonującym obecnie jako szkoła). W 1740 roku, mając 15 lat, wygłosił swoje pierwsze dwa kazania w tym kościele. Drugie z nich zakończyło się skandalem obyczajowym, który oznaczał koniec jego kapłańskiej kariery.